# Zasklep
Zasklep – wieczko komórki plastra wytwarzane przez robotnice pszczele na komórkach z miodem lub czerwiem.

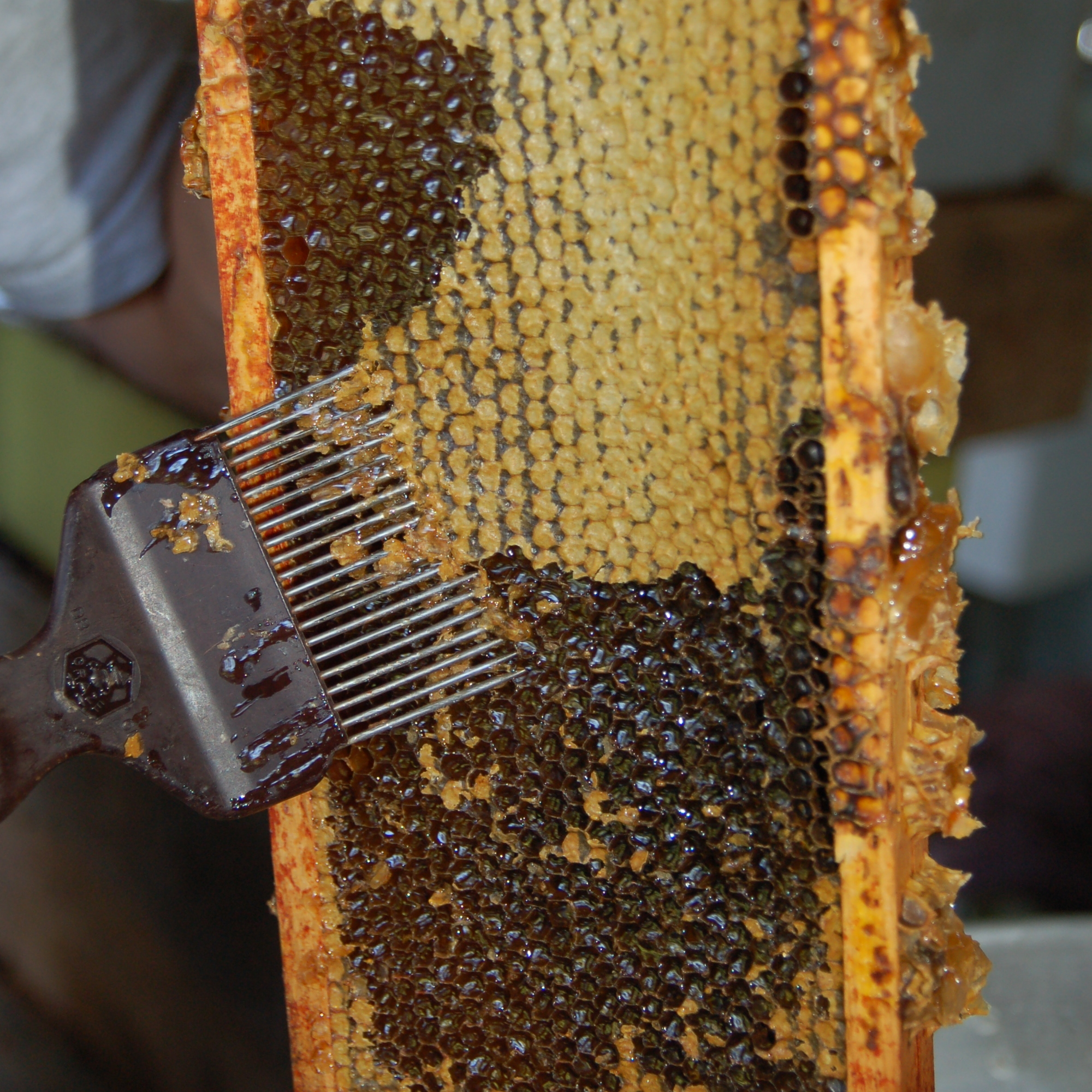
Odsklepianie plastra z miodem podczas miodobrania

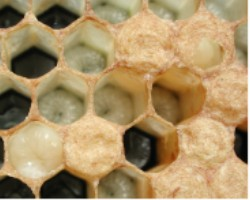
Czerw niezasklepiony obok zasklepionego